# Interconair
Interconair est une maison d'édition italo-suisse responsable de la parution de magazines militaires.

## Généralités
Le groupe Interconair est une maison d'édition italo-suisse. Elle publie tout d’abord la revue italienne Aviazione e Marina qui apparaît en 1961 puis Eserciti e Armi en 1971, Armies & Weapons en 1972 et Aviation & Marine International en 1973, ces deux dernières en langue anglaise uniquement.

## Historique
Selon les premiers éditoriaux de la revue Aviazione e Marina, le nom Interconair est tiré de la contraction de « International Conference of Naval and Air enthusiasts », la conférence internationale d’enthousiastes de la marine et de l’air, qui faisait référence au travail d'étude et de recherche entrepris sur les sujets aéronautiques et navals par une association internationale d'experts nouvellement formée. Dans l’esprit de ses concepteurs, cette association devait être représentée par 42 membres venant de divers pays s’articulant autour de sections nationales. En réalité, seuls la Suisse, le Royaume-Uni et l'Italie contribuèrent à cette association. Elle était dirigée par un comité central présidé par le journaliste hollandais Cor J. Meijer et dépendait pour la partie financière de la société suisse Interconair AG, enregistrée à Zoug.
Par la suite, une organisation complexe baptisée Interconair System International était mise sur pied, comprenant l’éditeur Interconair AG Zug, l'association internationale d'experts et la revue Aviazione e Marina dont le siège de la rédaction était situé au 18 Elsässerstrasse à Bâle.
L’association avait alors pour président le journaliste britannique Brian Walters et le secrétaire général Romolo Cichero qui en fait apparaît comme le véritable propriétaire du titre Aviazione e Marina. Les collaborateurs italiens étaient Romolo Cichero, G. Mezzano, Mario Lunardi, Ermanno Martino, A. Gigante, Tullio Marcon, E. Castellano, W.J. Acquarone, E. Manzoni, M.Bocchiardi, F. Lombardi, A. Borgiotti, M. Calcidese, Carlo D'Agostino, G.C. Del Nevo, E. Di Marino, G.C. Pesce, Sergio Mecchia, G.C. Pericoli, G. Pini.
Plusieurs divisions commerciales autonomes sont créées au fil du temps, chacune d’entre elles étant baptisée par un nom commençant par Inty ou Inter. Ainsi, l’activité de vente par correspondance de livres militaires est réalisée par la division commercialisation Intybooks tandis que la commercialisation de copies de photographies publiées dans le magazine incombe à la Phoexer. De son côté, la division Intyad gère les annonces publicitaires tandis que Interinfo, qui s’établit via Brentani à Lugano, en Suisse, propose la rédaction d’études spécifiques pour une clientèle sélectionnée. Cette division s’occupe également de la rédaction du magazine Aviazione e Marina. La division diffusion, publicité et impression demeure par contre via Pozzo à Gênes. Interways, à l’existence éphémère, se voit confier la tâche d’organiser des voyages tandis que Intylinea commercialise des soldats miniatures de luxe. La mise en page et la composition sont réalisées par la division Intersetting SA et réalisé par Infosystem international, toutes deux situés à Lugano. Intercon Ltd, basé à Farnborough, en Angleterre, est chargée de la collecte des annonces publicitaires par zones dans le monde. Citons enfin dans cette organisation la présence de Intercon SARL, situé à Beyrouth, au Liban, ainsi que d’agents dans des locaux dans plusieurs autres pays occidentaux.
En 1971, la présidence de Interconair System International échoit au général français Pierre Marie Gallois, connu en France pour sa foi gaulliste et à l'étranger pour être l'un des principaux architectes force de frappe nucléaire française.
Les années 1973 et 1974 voient l’apparition d’une édition internationale baptisée Interconair Aviation & Marine International, déclinée en une version Atlantique et une version destinée à l’Afrique et au Moyen-Orient, bientôt suivie par une version en arabe intitulée Addifà Walamn Fil Aalam (Défense et sécurité internationale). Ces diverses publications donnent alors aux éditions un véritable caractère international permettant d’atteindre le chiffre respectable de 120 000 exemplaires mensuels. Les éditions revendiquent la troisième position mondiale du secteur derrière Aviation Week & Space Technology et les éditions suisses Interavia.
En septembre 1977, les différentes divisions ou succursales des revues sont rassemblées en un seul endroit. La société responsable de la gestion éditoriale, maintenant appelée Sorécom SAM Interinfo, s'installe à Monte-Carlo, d’abord sur le boulevard Princesse Charlotte, puis plus tard dans un grand bureau de 700 m2 situé rue des Orchidées rassemblant 40 employés. Pas moins de 11 ordinateurs IBM peuvent intervenir dans la composition électronique de textes, une innovation et un record pour l'époque.
Ce déplacement ne reste pas sans conséquence aussi bien au niveau organisationnel qu’en termes de coût. Entre la fin 1977 et le début 1978, la publication de quelques numéros de la revue doit être différée, voire annulée. Ce regroupement n’intervint que durant une assez courte période. L’année 1977 est également marquée par une stagnation des recettes publicitaires en raison d’une crise italienne liée à l'exportation de matériels militaires après une forte croissance les années précédentes.
En conséquence, les bureaux de Monaco doivent être abandonnés durant les premiers jours de 1980. Interinfo qui supervise le travail de rédaction, doit retourner à Gênes, Via Invrea, tandis que Intercon Mediagroup rejoint la même ville mais Via Caffa.
La situation économique contraint la direction de la rédaction à déménager rapidement à Farnborough, tandis que les entreprises génoises ferment à l'exception de celle se trouvant Via Pozzo qui avait vu la naissance du magazine 20 ans plus tôt.
Dans cette période, la justice italienne accuse Romolo Cichero de constitution de capitaux à l'étranger, malgré le fait qu’il résidait en Égypte et qu’il n’était plus l'actionnaire de référence de la société éditrice du magazine.
Au début de 1982, la crise d’Interconair est ainsi devenu irréversible. En tout état de cause, l'univers des revues italiennes est devenu très concurrentiel, avec l'émergence de nouveaux venus capables de couvrir simultanément les trois domaines de la défense: la marine, l’aviation et les forces terrestres. La publication des titres est suspendue et les locaux génois sont fermés, à l'exception de ceux de la Via Pozzo dans lequel est maintenu un centre d'archivage de documents.
R. Cichero parvient cependant à maintenir en vie une partie de ses magazines étrangers en quittant l’Italie. En 1983, il lance une nouvelle initiative d'édition en Irlande baptisée Strategia e Difesa considérée comme une fusion plutôt mal réussie entre Aviazione e Marina et Eserciti e Armi. Sa numérotation poursuit celle des Interconair Aviazione e Marina avec des éditions en français, anglais, arabe et italien. Il n’a été publié que onze numéros qui ont rencontré un certain succès de ventes aux États-Unis.
Selon un rapport de l’Unesco publié en 1979, le groupe Interconair, parallèlement à son activité de publication, offrait divers autres services. En plus des ventes par correspondance de titres militaires, Interconair proposait également « des disques qui exaltent la guerre, tels que les chants et marches des Waffen SS ». Apparemment, Interconair proposait non seulement des informations sur les possibilités de ventes d’armes mais participait également à des transactions sur des armes d’occasion, notamment des armes d’infanteries soviétiques

## Publications
Les revues publiées par le groupe Interconair :
- Aviazione e Marina
- Armies & Weapons
- Eserciti e Armi
- Aviation & Marine International
- Addifa’ Wal’Amn (Defence & Security)

### Aviazione e Marina
Aviazione e Marina est une revue apparue en 1961, destinée principalement à la communauté de langue italienne. Elle apporte du sang neuf par rapport aux publications italiennes de l’époque telle que Ali Nuove en faisant preuve d’indépendance et n’hésite pas, quand cela s’avère nécessaire, à faire polémique.
Elle connaît un succès pour le marché d'édition italien grâce principalement au bon choix des sujets traités, allant des nouvelles d'actualité à l'examen des aspects importants des deux secteurs, aéronautique et naval, de ces années-là, sans négliger pour autant les sujets à caractère historique concernant en particulier la Seconde Guerre mondiale. Le magazine parvient à maintenir sa position de leader sur le marché spécialisé durant les années 1970.
Les ennuis débutent à partir de 1977 avec la décision de regrouper géographiquement à Monte-Carlo les éléments jusqu’alors dispersés. Le titre fait également face à la fin d’une période marquée par une forte croissance des ventes d’armement italien. Au tournant des années 1980, l’Interconair Mediagroup est rattrapé par ses démons, le manque de ressources émanant de la publicité.
Pressée par l’émergence de concurrents novateurs, Aviazione e Marina est contraint de cesser sa parution en 1982 après vingt ans d’existence

### Armies & Weapons
Armies & Weapons est une revue publiée depuis 1972 par le groupe italo-suisse Interconair. Paraissant uniquement en anglais, son tirage est estimé à 31 000 exemplaires.
La maison d’édition revendique la distribution de la revue dans de nombreux pays : Royaume-Uni, États-Unis, Canada, Australie, Autriche, Belgique, Luxembourg, Danemark, Égypte, Finlande, France, République fédérale d’Allemagne, Ghana, Grèce, Inde, Irak, Israël, Italie, Japon, Jordanie, Liban, Malte, Pays-Bas, Nigéria, Norvège, Portugal, Afrique du Sud, Espagne, Suède, Suisse, Turquie, Yougoslavie etc. Son réseau, baptisé Intypress, possède des bureaux à Monte-Carlo, Farnborough, Gênes, Le Caire, Paris et New York.
Armies & Weapons est principalement consacrée à l’armement utilisé par les forces terrestres d’infanterie. La revue comporte bon nombre d’illustrations allant des armes légères aux systèmes d’armes majeurs et réalise des reportages sur diverses armées. Chaque numéro débute avec une rubrique Opinions divisée en 4 sections distinctes: From the West, From the East, From the third World et Free fire (feu à volonté). Une autre rubrique intitulée Focus (pleins feux...) discute de sujets militaires du moment. D’autres rubriques ont pour titre On business (industrie) avec le sous-titre month’s sales détaillant les ventes du mois.
Comme l’indique un rapport de l’Unesco paru en 1979, entre 10 et 30 % des pages de la revue est occupée par des publicités sur des armements. Son lectorat international se voit en effet proposer une vision manichéenne et superficielle qui ne décrit les relations internationales qu’en termes de raisonnement militaire, tactique ou stratégique. Le réarmement mondial apparait ainsi comme la seule défense contre la menace communiste de l’Union soviétique et des pays du Pacte de Varsovie. D’un autre côté la rubrique consacrée à l’OTAN défend de nouvelles acquisitions d’armes comme étant une conséquence de cette menace soviétique.
Pour couronner le tout, Armies & Weapons se propose ouvertement d’offrir ses services comme intermédiaire pour des transactions d’armes selon ce rapport de l’Unesco. Certains voient donc en Armies & Weapons une véritable arme de propagande au service du complexe militaro-industriel.
Armies & Weapons a été publiée par la suite sous le titre Ground Defense International. Le titre Ground Defence International  (ISSN 0307-4420) a quant à lui fusionné avec Aviation & Marine International et Asia & Africa military review pour former la nouvelle revue Strategy & defence

### Eserciti e Armi
Eserciti e Armi est un journal bimestriel tirant à 32 000 exemplaires, édité depuis 1971.
Cette revue tire ses origines du numéro 63 de la revue Aviazione e Marina paru en janvier 1970 qui est l’occasion pour Interconair de s’attaquer au segment des magazines sur les forces armées terrestres. C’est ainsi que nait le magazine italien bimestriel "Eserciti e Armi" qui rencontre un succès immédiat auprès du public, à telle enseigne qu’une édition anglaise baptisée "Armies & Weapons" apparaît après seulement 5 numéros en collaboration avec la maison d’édition britannique Ian Allan Ltd.

### Aviation & Marine International
La revue Aviation & Marine International est issue du titre Interconair Aviazione e Marina. Elle apparaît pour la première fois en 1973. Sa spécificité est d’aborder à la fois les thèmes de l’aviation et de la marine en une seule publication. Elle fut publiée jusqu’en 1981.

### Addifa’ Wal’Amn (Defence & Security)
Les revues Aviation & Marine International et Addifa’ Wal’Amn (Defence & Security) s’adressent particulièrement au marché étranger de la presse militaire, notamment aux marchés en pleine croissance du Moyen-Orient pour la seconde.